# Invocație

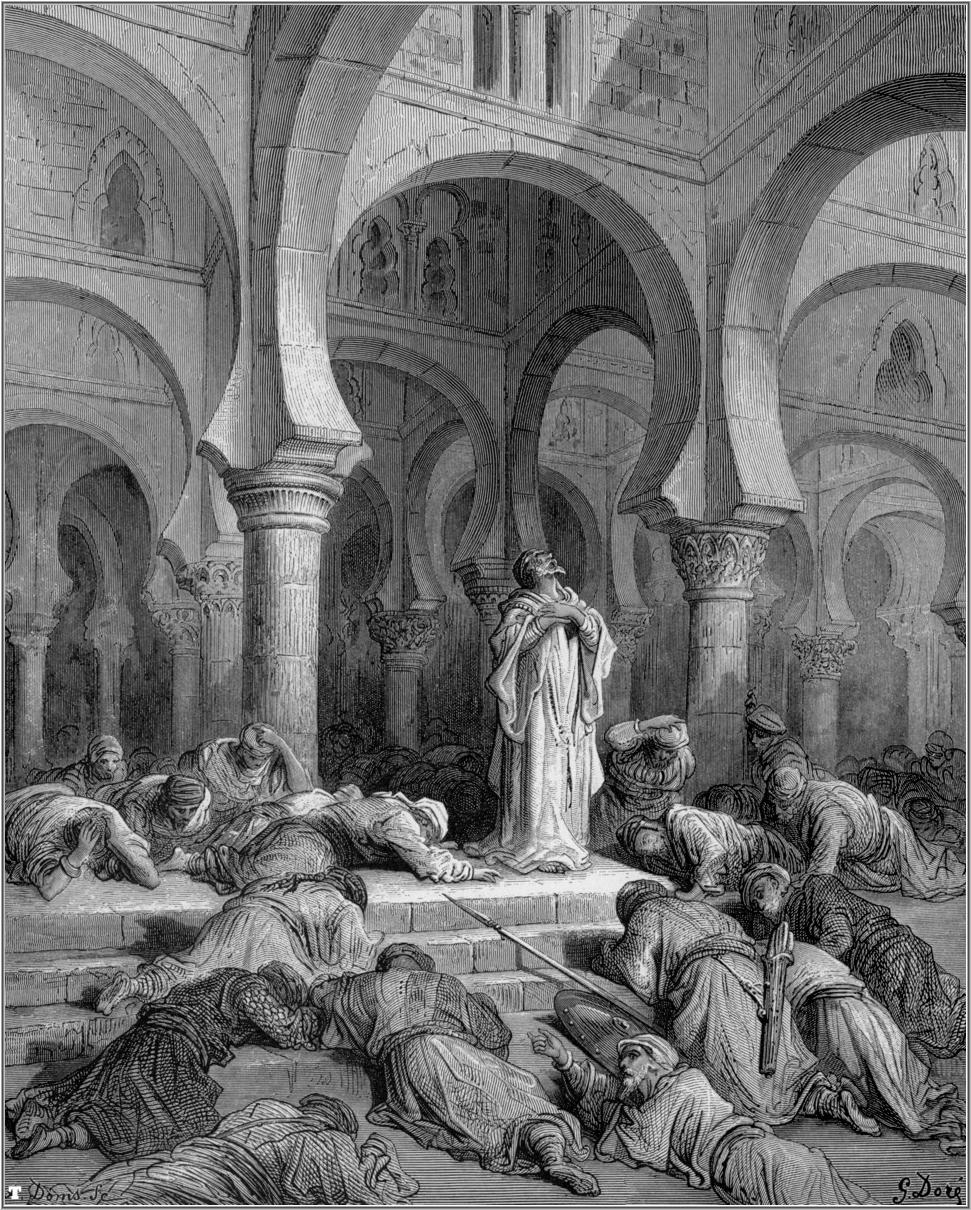
Invocație de Gustave Doré

Invocația este o figură de stil, un procedeu artistic care constă într-o formulă de adresare (de obicei, substantive la cazul vocativ, însoțite sau nu de o interjecție). Adresarea se face către o persoană imaginară, un erou, o personalitate.
De asemenea, poate să exprime și o rugăciune, o adresare către o muză sau o divinitate pentru a cere inspirație sau pentru a obține ajutor într-un moment dificil.

## Exemple de invocații
- Andrei Mureșeanu - „Deșteaptă-te, române!”:

„Priviți mărețe umbre, Mihai, Ștefan, Corvine”
„Români din patru unghiuri”
- Autor anonim - „Cântic haiducesc”:

„Daleu! Dragă primăvară,
De-ai veni când aș vrea eu.”
- Psalmul 145 - Cântare de laudă lui David:

„Preamări-te-voi, Dumnezeule, Împărate, și voi binecuvânta
numele tău în veacul veacului!”
- Mihai Eminescu - „Luceafărul”:

„-Cobori în jos, luceafăr blând,
Alunecând pe o rază,
Pătrunde-n casă și în gând
Și viața-mi luminează!”